# Leça da Palmeira
Leça da Palmeira (7,15 km²; 18.000 ab. ca.) è una località balneare sull'Oceano Atlantico del Portogallo settentrionale, situata nel distretto di Porto.

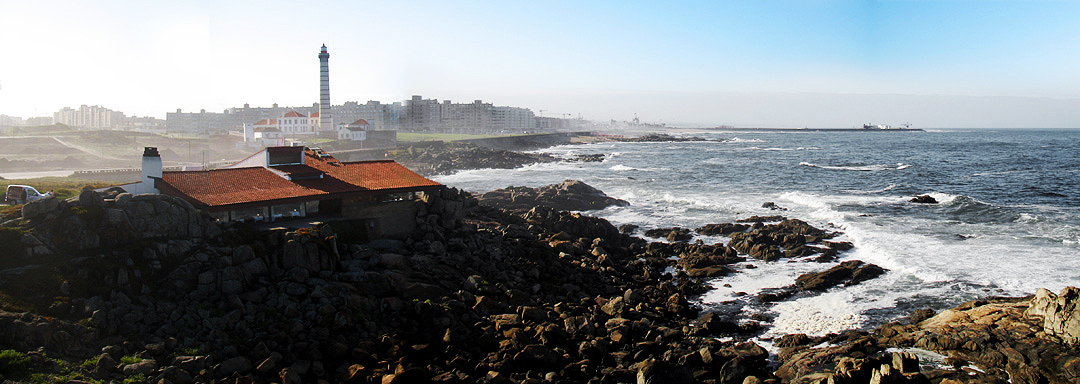
Veduta panoramica di Leça da Palmeira

Dal punto di vista amministrativo, si tratta di un'ex-freguesia del comune di Matosinhos, soppressa come tale nel 2013 con la creazione della nuova freguesia di União das Freguesias de Matosinhos e Leça da Palmeira.

## Geografia fisica

### Collocazione
Leça da Palmeira si trova a circa 12 km a nord-ovest di Porto.

## Società

### Evoluzione demografica
Al censimento del 2011, Leça da Palmeira contava una popolazione pari a 18.502 abitanti. Nel 2001 ne contava invece 17.215.

## Storia
Il toponimo Leça da Palmeira deriva dal nome di una villa romana chiamata Lettia, situata lungo il fiume Leça. Appare nel 1081comeVilla Fosse de Leza e all'inizio del XIII secolo ospitava una parrocchia di una certa importanza, la cui chiesa era dedicata a San Michele (São Miguel da Palmeira).

## Edifici e luoghi d'interesse

### Parque Municipal da Quinta da Conceição
A Leça da Palmeira si trova un parco pubblico classificato come monumento nazionale, il Parque Municipal da Quinta da Conceição, realizzato tra il 1956 e il 1960.

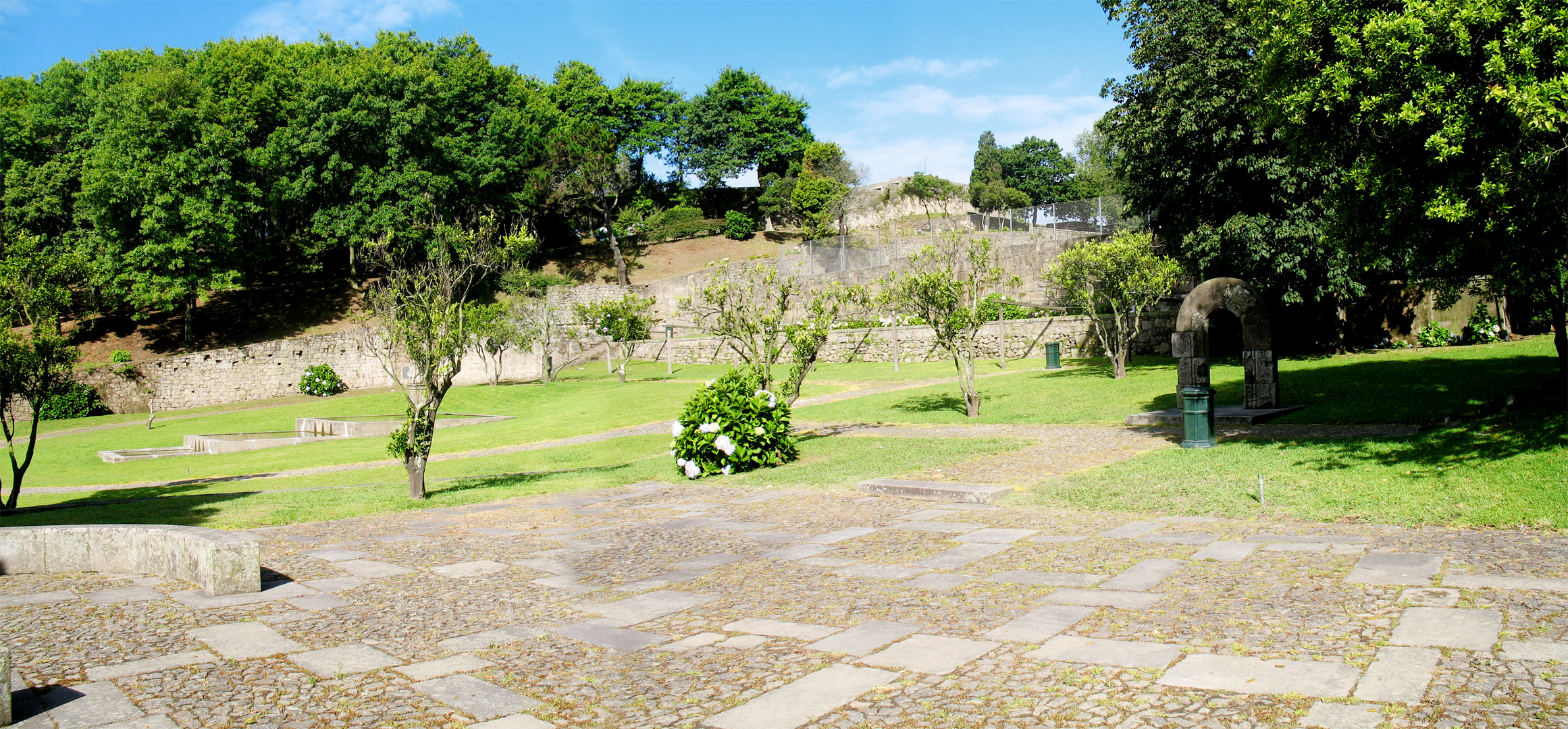
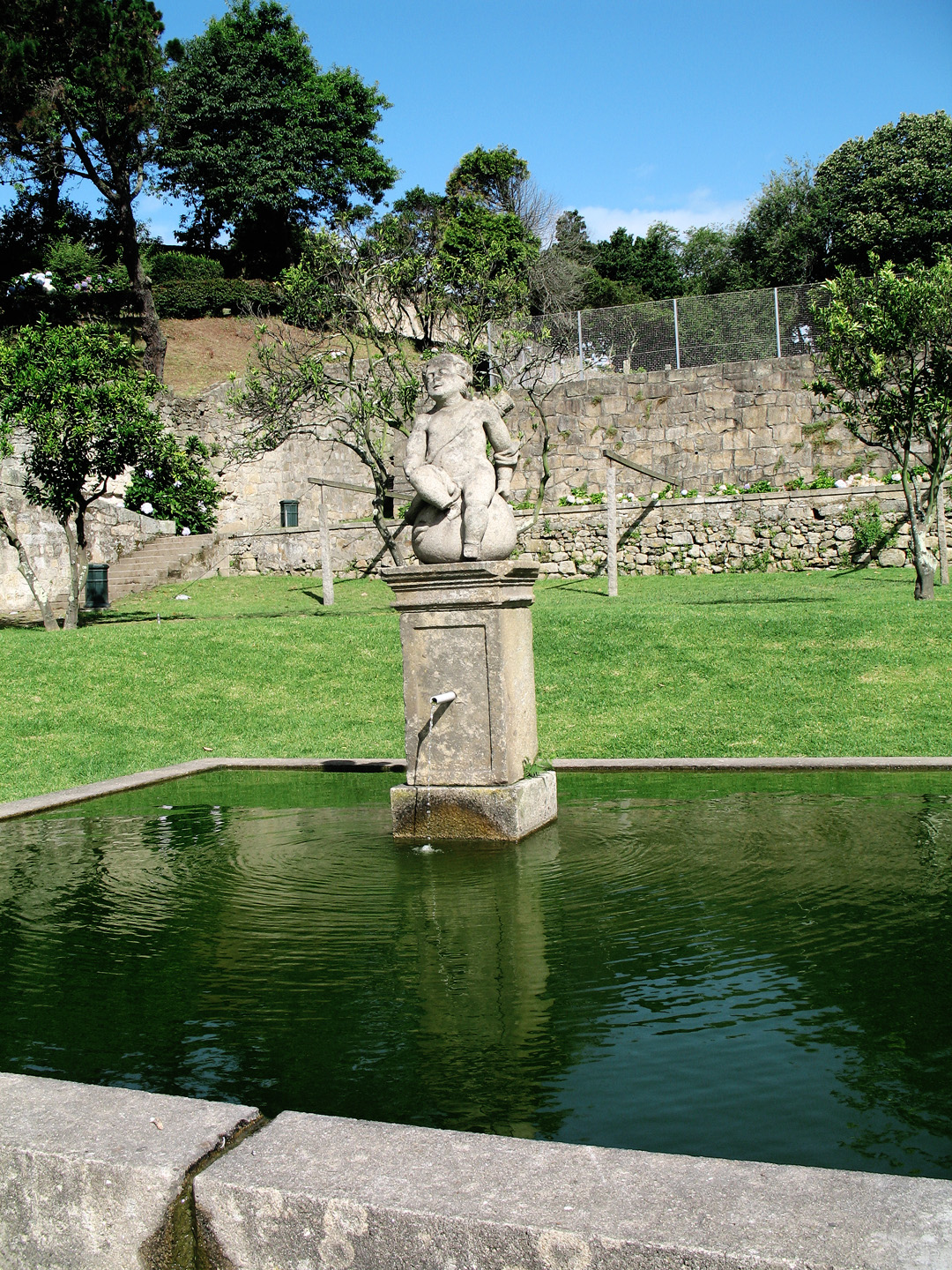

### Fortezza di Nostra Signora delle Nevi
Tra gli edifici d'interesse della località, figura la Fortezza di Nostra Signora delle Nevi (Forte de Nossa Senhora das Neves), costruita a scopo difensivo a partire dal 1651 come parte di una linea difensiva della città di Porto.

### Capela da Boa Nova
A Leça da Palmeira si trova inoltre la Capela da Boa Nova, costruito nel 1362 in onore di San Clemente das Penhas.

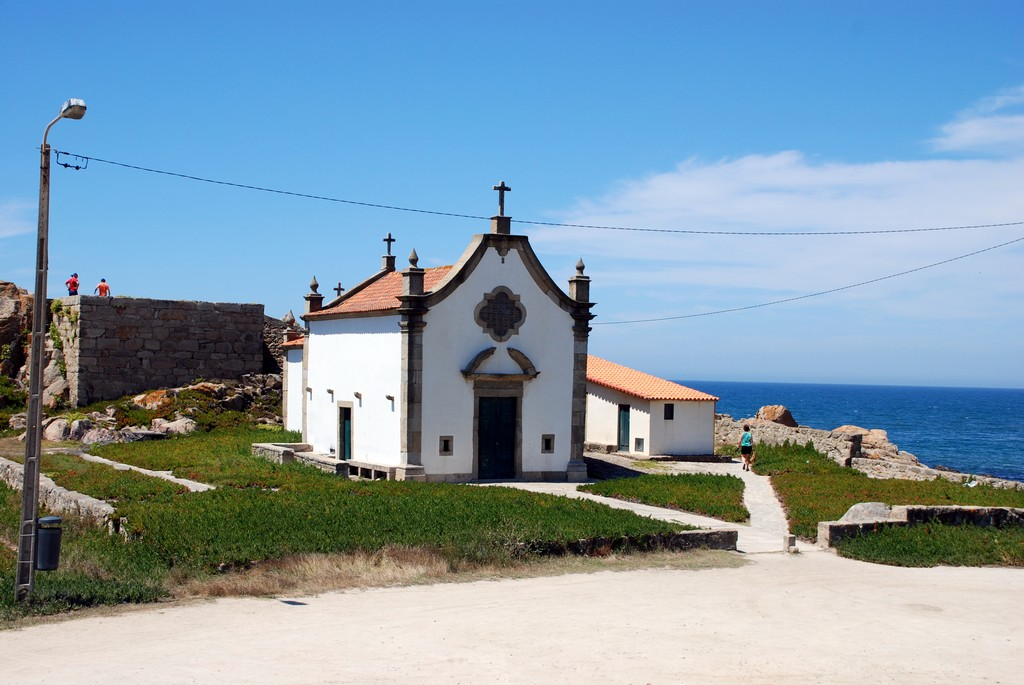
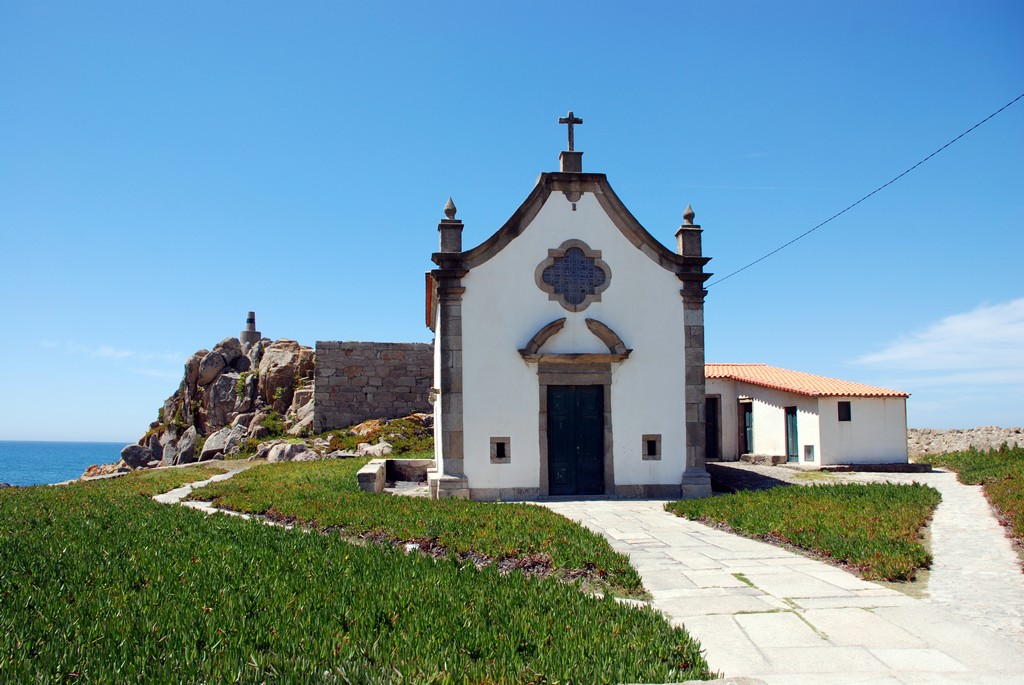

### Piscinas de Marés de Leça da Palmeira
Altro luogo d'interesse sono le Piscinas de Marés de Leça da Palmeira, un complesso architettonico realizzato tra il 1961 e il 1966 e classificato come monumento nazionale.

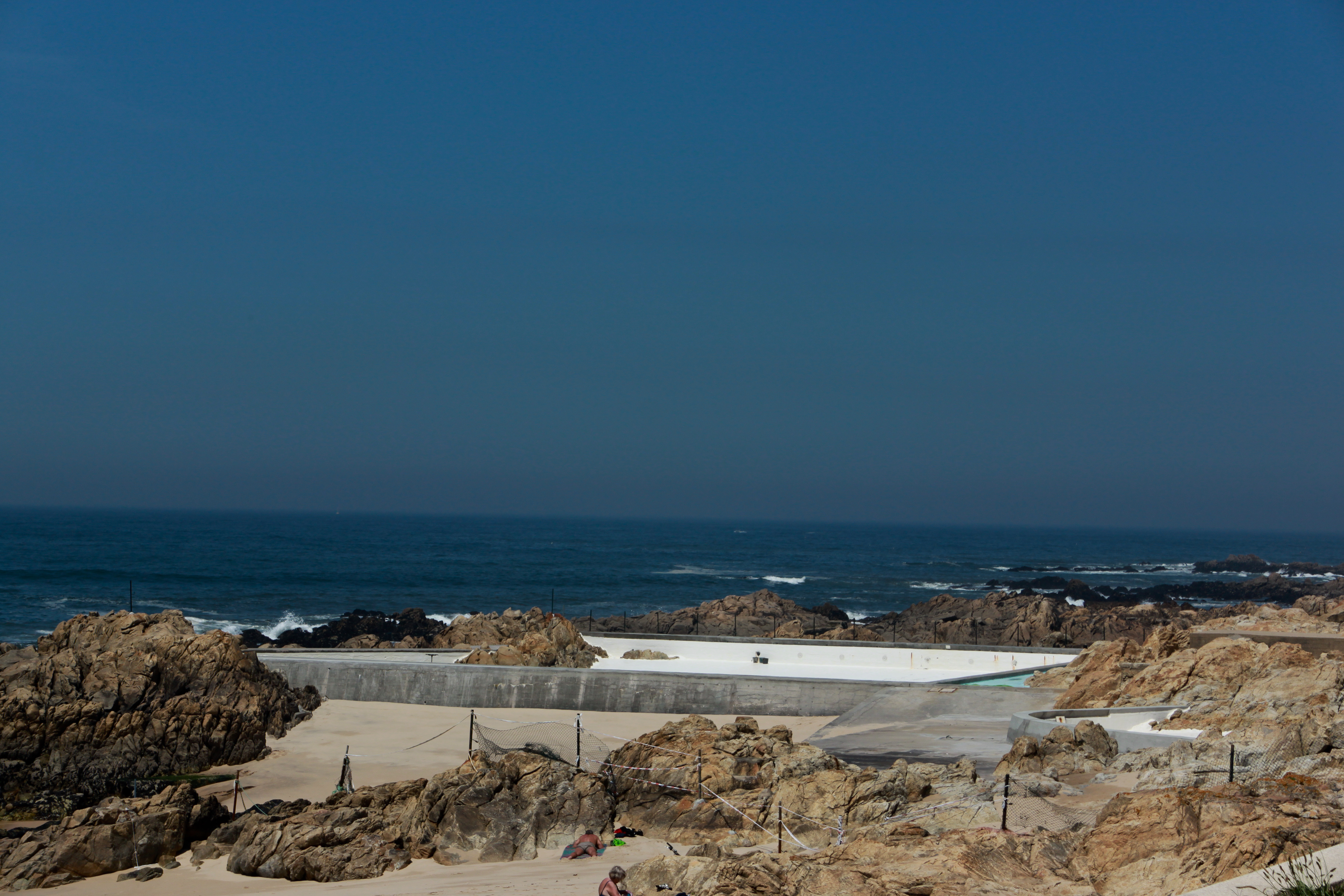
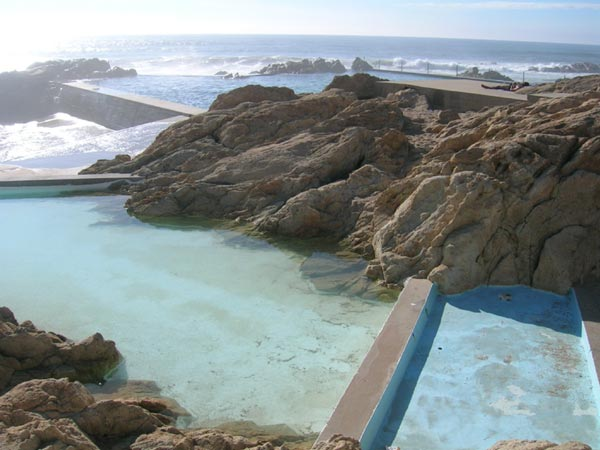

### Faro di Leça da Palmeira
Altro edificio del XX secolo è il Faro di Leça da Palmeira.

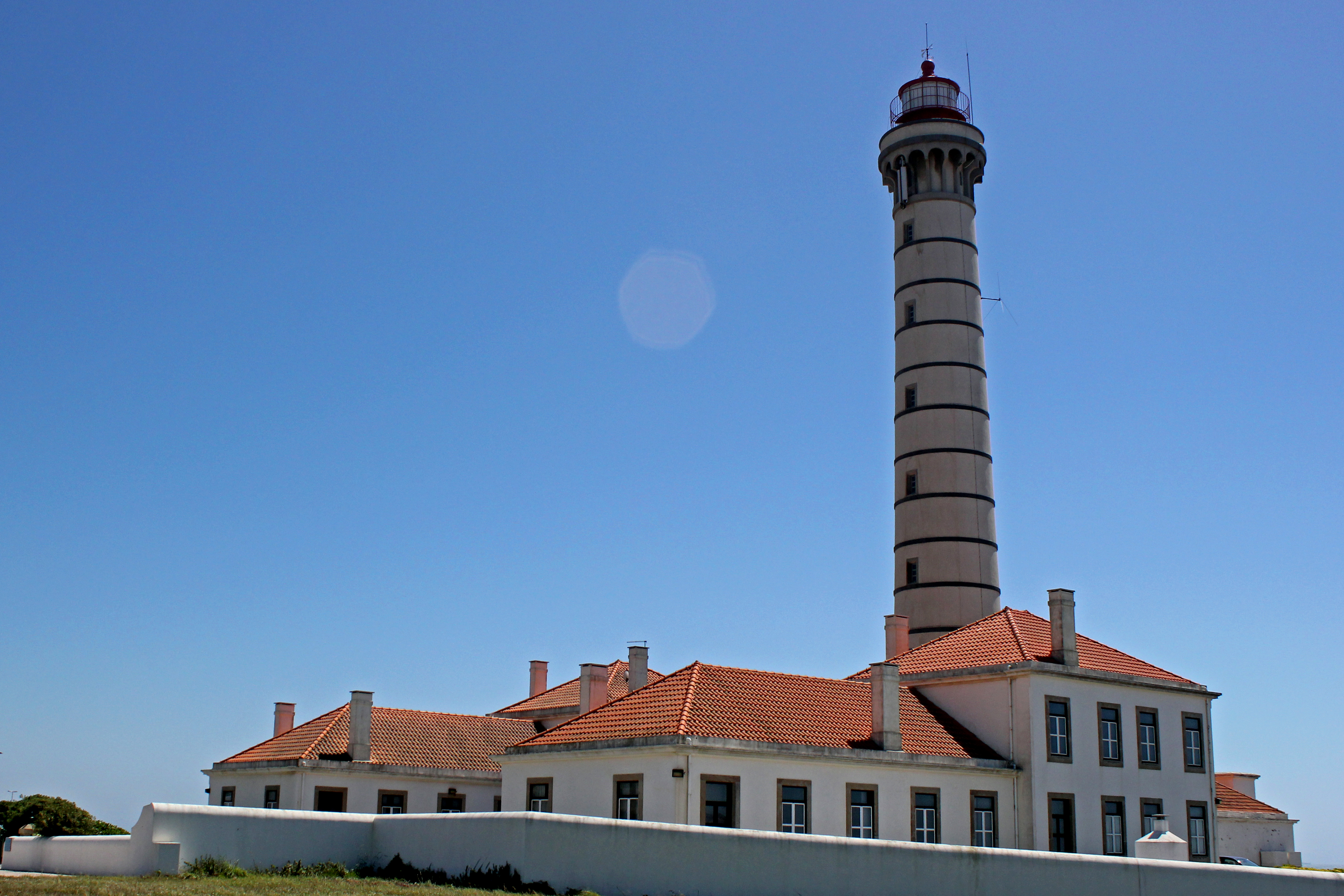
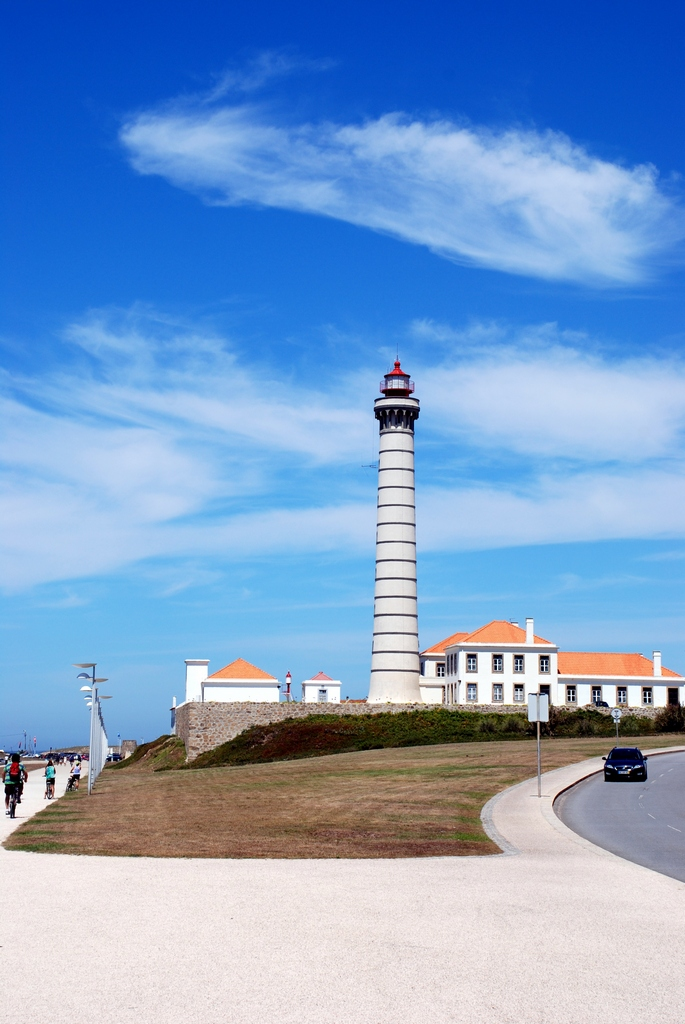